# Tochukwu Oluehi
Tochukwu Oluehi (Lagos, 2 maggio 1987) è una calciatrice nigeriana, portiere della nazionale nigeriana.

## Carriera

### Club
Oluehi ha giocato con Bobruichanka Bobruisk nella UEFA Women's Champions League 2013-14. Nell'aprile 2016, insieme alla connazionale Cecilia Nku, ha lasciato Rivers Angels per unirsi al club norvegese Toppserien Medkila IL. Ha giocato 21 partite per Medkila prima di tornare a Rivers Angels dove dal 2017 è la capitana della squadra.

### Nazionale
Con la nazionale femminile della Nigeria ha partecipato a tre tornei della Coppa del Mondo femminile FIFA e per una volta ai Giochi olimpici estivi. Nel 2019 è stata selezionata nella nazionale nigeriana per la Campionato mondiale femminile di calcio 2019 in Francia.